# أخبرنا كيف حدث ذلك
أخبرنا كيف حدث ذلك هي لوحة رسمها الفنان العراقي كاظم حيدر في عام 1957.
رسمها كاظم ليسجل أحداث الاحتجاجات الشعبية المناهضة لاتفاقية حلف بغداد بين بريطانيا والعراق عام 1955.
تزامنت هذه الاحتجاجات مع العدوان الثلاثي على مصر عام 1956. حينها أعلنت الحكومة العراقية الأحكام العرفية لقمع أي حراك شعبي.

## وصف اللوحة
نشاهد في هذه اللوحة رجل يأخذ الحيز الأكبر منها، تبدو عضلات جسدة بارزة فكاظم حيدر يشير إلى العمال الفلاحين الذين كانوا أساس تلك الاحتجاجات وكان يطلق عليهم اسم "الشروگية"، يبدو الرجل وكأنه داخل صندوق في إشارة إلى حالة القمع التي يعيش فيها ويحيط به لون أسود كتعبير عن الحزن، بينما اللون الاحمر هو لون دم رفاقه في تلك الاحتجاجات، وفي الجهة اليسرى نلاحظ فراع أبيض لكن لو اقتبرنا منه أكثر سنرى مشاهد من أحداث ذلك القمع الوحشي، هذه الاحتجاجات وما تبعها من قمع وحشي كانت شرارة ساهمن في إسقاط النظام الملكي في العراق.